# Józef Gębski
Józef Gębski (ur. 30 maja 1939 w Kielcach) – polski scenarzysta i reżyser filmowy.

## Życiorys
Studiował historię sztuki (magisterium w 1965) na Uniwersytecie Warszawskim oraz reżyserię w Państwowej Wyższej Szkole Filmowej, Telewizyjnej i Teatralnej w Łodzi (dyplom w 1971). 
Od 1965 roku należał do PZPR. W latach 1969–1975 realizował filmy w duecie reżyserskim z Antonim Halorem, przeważnie filmy dokumentalne i filmy animowane.
W 1998 roku był współzałożycielem i dyrektorem Akademii Filmu i Telewizji w Warszawie. Następnie wykładał na Wydziale Sztuki Mediów Akademii Sztuk Pięknych w Warszawie.

## Filmografia
Reżyseria
- 2006: Fibak
- 2005: Filozofia futbolu
- 2003: Tadeusz Borowski 1922–1951–2003
- 2001: Kielecki syndrom
- 2000: Wiech moja miłość
- 1999: Z Izraela do Kielc
- 1999: Z Archipelagu Gułag do Ameryki
- 1999: Hulki – Laskowskiego przygoda ze Szwejkiem
- 1998: We Lwowie 1939–1945
- 1998: Nostalgia Brooklynu
- 1997: 17 dni września
- 1996: Niemen – rzeka niezgody
- 1995: Zaścianek – fenomen polski
- 1995: AK. Armia Podziemna
- 1994: Przebaczenie
- 1994: A tam Polska właśnie
- 1994: Tajemnica arcydzieła
- 1993: Zbrodnia na Kołymie. Gorączka Uranu
- 1993: Zbrodnia na Kołymie. Gorączka złota
- 1993: Syndrom głodu
- 1993: Zbrodnia na Kołymie. Gorączka chleba
- 1992: Film znaleziony w Katyniu
- 1992: Picasso w Warszawie, czyli jak to się zaczęło
- 1992: Nie zabijaj
- 1990: Z Filmoteki Polskiej
- 1990: Ekshumacja
- 1989: Z Archipelagu Gułag
- 1988: Sołtys z Wąchocka czyli jak ponownie wygrać wybory
- 1987: Tłum
- 1987: Jubileusz P. A. Interpress
- 1987: Czas Czingiza
- 1987: Przebudowa (serial)
- 1986: Ja wierzba
- 1986: Gwiezdne wojny
- 1986: Matura z pejzażu
- 1986: Niech nas o to głowa nie boli
- 1986: Plakaty przyjaźni
- 1985: Portret artysty we wnętrzu
- 1985: Warszawskie maje
- 1985: 203 sprawiedliwych
- 1984: Smażalnia story
- 1982: Bawiłem w Oświęcimiu
- 1981: Filip z konopi
- 1981: Przed
- 1981: Kilka słów prawdy
- 1980: Z ziemi
- 1980: Kanclerz i hetman
- 1979: Zamość miasto otwarte
- 1979: Okno na cały świat
- 1979: Na Chełmskiej
- 1979: Przywrócić kształt
- 1978: Na Anioł Chłopski
- 1978: Recordisssimo
- 1978: Odcinek XIII
- 1978: Moje uniwersytety
- 1977: Labirynt
- 1977: Hi hi
- 1977: Plamy na słońcu
- 1977: El Marj – stara i nowa barka
- 1976: Mój smog
- 1975: Klowni
- 1975: Kto?
- 1975: Do dnia
- 1974: Wszystkie moje dzieci
- 1973: Plac Czerwony
- 1973: Notatnik 14-ty
- 1973: Adam i Ewa
- 1973: Oto Polska
- 1972: Jeden plus jeden
- 1972: Opis obyczajów
- 1971: Czarne słońce
- 1971: Człowiek = człowiek
- 1971: Czarne – Zielone
- 1970: Sopot 70
- 1970: Drzewo szczęśliwe
- 1969: Testament

Scenariusz
- 2006: Fibak
- 2005: Filozofia futbolu
- 2003: Tadeusz Borowski 1922–1951–2003
- 2001: Kielecki syndrom
- 2000: Wiech moja miłość
- 1999: Z Izraela do Kielc
- 1999: Z Archipelagu Gułag do Ameryki
- 1999: Hulki – Laskowskiego przygoda ze Szwejkiem
- 1998: We Lwowie 1939–1945
- 1998: Nostalgia Brooklynu
- 1997: 17 dni września
- 1995: Zaścianek – fenomen polski
- 1995: AK. Armia Podziemna
- 1994: A tam Polska właśnie
- 1993: Zbrodnia na Kołymie. Gorączka Uranu
- 1993: Zbrodnia na Kołymie. Gorączka złota
- 1993: Zbrodnia na Kołymie. Gorączka chleba
- 1993: Syndrom głodu
- 1992: Film znaleziony w Katyniu
- 1992: Picasso w Warszawie, czyli jak to się zaczęło
- 1992: Nie zabijaj
- 1990: Z Filmoteki Polskiej
- 1990: Ekshumacja
- 1989: Z Archipelagu Gułag
- 1988: Sołtys z Wąchocka czyli jak ponownie wygrać wybory
- 1987: Jubileusz P. A. Interpress
- 1987: Tłum
- 1987: Przebudowa (serial)
- 1986: Gwiezdne wojny
- 1986: Ja wierzba
- 1986: Plakaty przyjaźni
- 1986: Matura z pejzażu
- 1985: Warszawskie maje
- 1985: 203 sprawiedliwych
- 1982: Bawiłem w Oświęcimiu
- 1981: Filip z konopi
- 1981: Przed
- 1981: Kilka słów prawdy
- 1980: Z ziemi
- 1980: Kanclerz i hetman
- 1978: Na Anioł Chłopski
- 1978: Recordisssimo
- 1978: Moje uniwersytety
- 1977: Hi hi
- 1977: Plamy na słońcu
- 1976: Rozalia i Wojciech Grzegorczykowie poeci ludowi w jesieni życia
- 1976: Mój smog
- 1975: Klowni
- 1975: Kto?
- 1974: Wszystkie moje dzieci
- 1973: Plac Czerwony
- 1973: Notatnik 14-ty
- 1973: Adam i Ewa
- 1973: Oto Polska
- 1972: Jeden plus jeden
- 1972: Opis obyczajów
- 1972: Nieustraszeni wykonawcy Mozarta
- 1971: Czarne słońce
- 1971: Człowiek = człowiek
- 1971: Czarne – Zielone
- 1970: Sopot 70
- 1970: Muzeum
- 1970: Drzewo szczęśliwe
- 1969: Testament

Scenografia
- 1978:	Recordisssimo
- 1972:	Nieustraszeni wykonawcy Mozarta

Aktor
- 2005:	Kolska
- 2000:	Wiech moja miłość
- 1978:	Odcinek XIII